# Brocas Helm
Brocas Helm — рок-группа из Калифорнии, играющая в стиле хеви-метал. Основана в 1982 году.

## История
Группа была организована Боби Райтом (гитара, вокал), Джеймсом Шумахером (бас-гитара), Джеком Хейсом (ударные) и Джоном Греем (гитара) в 1982 году. С таким составом коллектив выпустил свою первую демозапись в 1983 году. В 1984 группа подписывает контракт с лейблом First Strike для издания альбомов в США и Steamhammer — для Европы, и в тот же год они выпускают свой первый альбом Into Battle. После нескольких разногласий (например, когда возник вопрос об обложке для альбома Into Battle, которая была использована без согласия участников группы), они взаимно согласились закончить отношение с лейблами, даже при том, что у группы всё ещё было обязательство выпустить ещё один альбом.
После долгого поиска нового лейбла, который мог бы выполнить все их условия, группа решает создать и выпустить новый мини-альбом самостоятельно. Следующие 5 лет группа очень усердно работает в своей студии «Caverns of Thunder», результатом стал альбом Black Death (с гитаристом Томом Бени).
Brocas Helm записывают демозапись Helm’s Deep, прежде всего, чтобы подписать контракт с лейблом о выпуске высококачественного CD. В итоге американский коллектив не находит нужного лейбла и группа сама издает Ghost Story EP в 1994 году, Time of the Dark и Blood Machine/Skullfucker синглы (соответственно в 1997 и 2000). В 2003 году группа заключает контракт с 'Eat Metal Records', который выпускает концертный альбом Black Death in Athens и перевыпускает два их прежних альбома с дополнительными треками и новым артом. В 2004 году группа записывает чрезвычайно ожидаемый альбом с названием Defender of the Crown, который так же издает сама группа.
Их песни «Cry of the Banshee» и «Drink the Blood of the Priest» вошли в саундтрек видеоигры Brütal Legend.

## Название
Название Brocas Helm пришло от части брони, которая находится в Тауэре Лондона.

## Участники

### Текущий состав
- Bobbie Wright — гитара, вокал;
- James Schumacher — бас-гитара;
- Jack Hays — ударные.

### Бывшие участники
- John Grey — гитара;
- Tom Benhey — гитара.

## Дискография

### Альбомы
- Into Battle (1984)
- Black Death (1988)
- Defender of the Crown (2004)

### Концертные альбомы
- Black Death in Athens (2004)

### EPs
- Ghost Story (1994)

### Синглы
- Time of the Dark (1997)
- Blood Machine/Skullfucker (2000)

### Демозаписи
- Demo I (1983)
- Helm’s Deep (1989)